# پاغلافی (گونه)
پاغلافی (نام علمی: Colpodium humile) نام یک گونه (زیست‌شناسی) از  سرده از پاغلافی است.